# Émile Mercier
Émile Mercier va ser un tirador amb arc francès, que va competir a cavall del segle xix i el segle xx. El 1900 va prendre part en els Jocs Olímpics de París, tot guanyant la medalla de bronze en la modalitat de tir Au Chapelet 50 metres del programa de tir amb arc.